# República Democràtica del Vietnam
La República Democràtica del Vietnam (en vietnamita: Việt Nam Dân Chủ Cộng Hòa), popularment anomenada Vietnam del Nord o República del Vietnam del Nord, fou un estat socialista fundat per diversos revolucionaris polítics presidits per Ho Chi Minh a la ciutat de Hanoi el 2 de setembre de 1945.

## Precedents
L'any 1945 s'inicià la Guerra d'Indoxina, una guerra iniciada pel Viet Minh liderat pel polìtic Ho Chi Minh contra la dominació francesa d'aquest territori. Així Minh declarà la independència del Vietnam del Nord el 2 de setembre de 1945, establint la seva capital a la ciutat de Hanoi i governada per un govern comunista aliat amb la Unió Soviètica i la República Popular de la Xina, països que van reconèixer l'existència d'aquest estat el 1950.

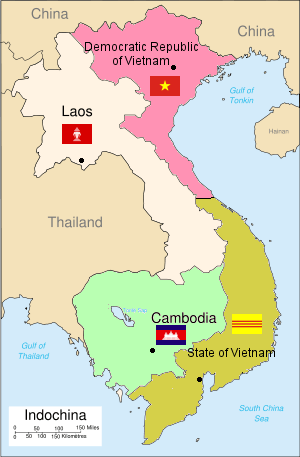
La participació de la Indoxina francesa en els nous estats de Laos, Cambodja, Vietnam del Nord i Vietnam del sud

A principis de 1954, a l'emperador Bao-Dai va oferir a Diệm el càrrec de primer ministre en el nou govern del Vietnam.
El 7 de maig de 1954, l'Exèrcit Popular del Vietnam derrotà el Cos Expedicionari Francès en la batalla de Dien Bien Phu, en la qual els francesos perderen definitivament la guerra i es reconegué la independència total respecte als seus colonitzadors europeus de Laos, Cambodja i el Vietnam. La Conferència de Ginebra de 1954 va discutir el tractat de pau entre França i el Viet Minh i dividí el Vietnam entre un nord comunista i un sud sota el govern de Bao-Dai. El 16 de juny de 1954, Diệm es va reunir amb Bảo Đại a França i va acceptar ser el primer ministre si Bảo Đại li donava el control militar i civil. El 25 de juny de 1954, Diệm va tornar de l'exili, arribant a l'aeroport de Tân Sơn Nhứt a Saigon. El 7 de juliol de 1954, Diệm va establir el seu nou govern amb un gabinet de 18 persones. Amb ajuda nord-americana aconseguí expulsar del tron a l'emperador i va instaurar la República del Vietnam del Sud després del referèndum arran del qual l'emperador fou destronat.

## Partició
Amb la divisió del país en dues zones, el Nord sota influència socialista-comunista i el Sud sota influència francesa (que posteriorment passaria a ser nord-americana) es va produir un èxode massiu dels vietnamites del Nord cap al Sud, especialment molts catòlics no tolerats al nord i de vietminhs i/o vietcongs impulsats per alliberar el sud del control de les potències occidentals com França o els Estats Units d'Amèrica. El govern del Vietnam del Nord va impulsar entre els anys 1955 i 1956 que es portaren a terme reformes agràries.

## Guerra del Vietnam
El 1959 el Partit Comunista Vietnamita secretament va decidir portar a terme una guerra contra el Sud sense importar els enormes costos que implicava.
Amb la caiguda de la ciutat de Saigon davant les forces nord-vietnamites el 30 d'abril de 1975 l'autoritat política del Vietnam del Sud va ser assumida per la nova República del Vietnam del Sud. Aquest govern es va fusionar amb el Vietnam del Nord el 2 de juliol de 1976 i van formar un sol estat denominat República Socialista del Vietnam.